# Gryet

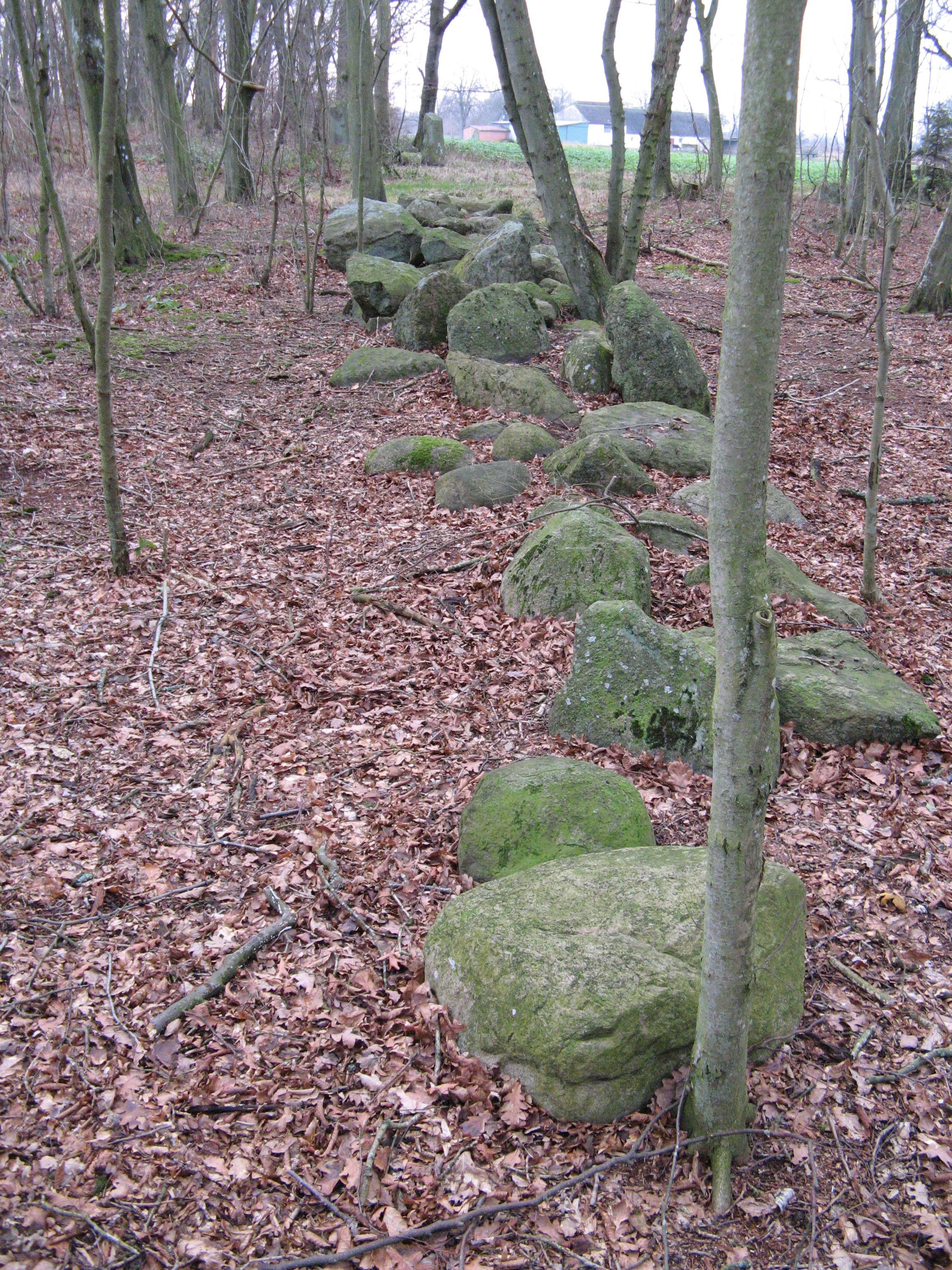
Gryet Felsgesteinreihe

Im Gryet (von altnordisch Griut – Steingruppe), in Bodilsker, am Bjergegårdsvejen, nördlich des Rønnevej – vier Kilometer westlich von Nexø, auf der dänischen Insel Bornholm, befindet sich neben Louisenlund bei Østermarie die zweitgrößte Ansammlung von Bautasteinen Dänemarks.

## Historie
Von der – in einem Wald gelegenen – Steingruppe sind 67 von einst etwa 100 Menhiren erhalten. Die Steine wurden bereits in der Eisenzeit um 1000 v. Chr. als Grabmarkierungen verwendet, am häufigsten zwischen 400 und 900 n. Chr. also noch in der Wikingerzeit.
Im Vergleich zu – bis zu fünf Meter hohen – Exemplaren an anderen Orten in Skandinavien sind die hiesigen Bautasteine von geringerer Größe. Ob der Wald als Gräberfeld genutzt wurde oder erst später aufwuchs, ist unbekannt.
Die Anordnungen der Steine in Gruppen weisen auf Familien- bzw. Gräber von Dörfern hin. Die unterschiedlichen Anordnungen der Grabfelder in denselben Bereichen zeigen, dass die Gräber über Generationen genutzt wurden. Bei neu angelegten Gräbern respektierte man offenbar die Markierungen der alten Gräber, indem man diese in ihrer Aufstellung beließ.
Archäologische Untersuchungen im Jahr 2011 entdeckten noch weitere Grabfelder, die durch die moderne Landwirtschaft erheblich gestört waren. In einem Grab fand man die Überreste einer Person, mit einem Knochenkamm als Grabbeigabe. Die Bestattung wurde auf 375 bis 550 nach Chr. bestimmt. Ein anderes Grab wurde auf 750 bis 900 nach Chr. datiert. Die Bestattungsart dauerte danach über viele Jahrhunderte an.
Im Südwesten des Gryet-Feldes befinden sich eine Felssteinreihe unbekannter Bedeutung und einige Grabhügel.
In der Nähe des Waldes wurden Siedlungsspuren aus der gleichen Zeit gefunden. Es wurden auch zwei Altstraßen durch den Wald entdeckt, die nicht datiert werden können. Das Bautafeld liegt an der Øle Å, dem längsten und wasserreichsten Fluss auf Bornholm.
Die Bautasteine im Gryet hätten nicht ohne eine Rettungsaktion im Jahr 1870 überlebt. Emil Vedel (1824–1909), der Präfekt von Bornholm war archäologisch interessiert und erforschte die Vorgeschichte der Insel. Vedel sah, dass die Monolithen zerstört und als Material für den Straßenbau benutzt wurden. Er garantierte den Grundstückseigentümern persönlich, dass sie für die Erhaltung entschädigt würden. Im Jahre 1875 wurde der Gryet wie auch die weiteren Bautasteine auf Bornholm geschützt.
Bautasteine dienten zur Markierung von Grabstellen, meist Brandbestattung. Sie dienten aber auch als Erinnerungsstätten Verstorbener (Leergräber oder Kenotaphe).
In der Nähe befinden sich mit dem Døvrestenen, dem Svenskestenen und dem Troldestenen drei Findlinge.

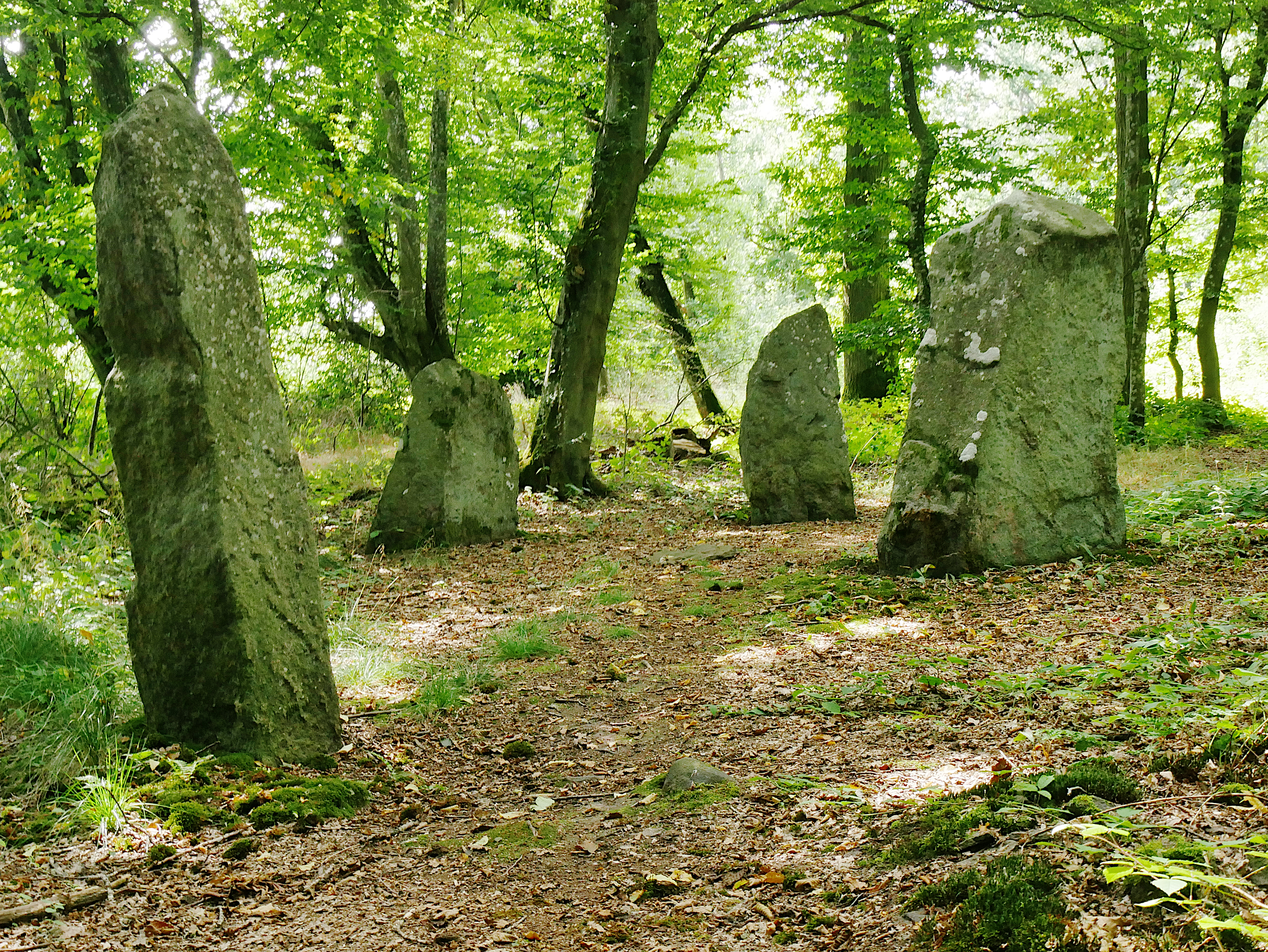
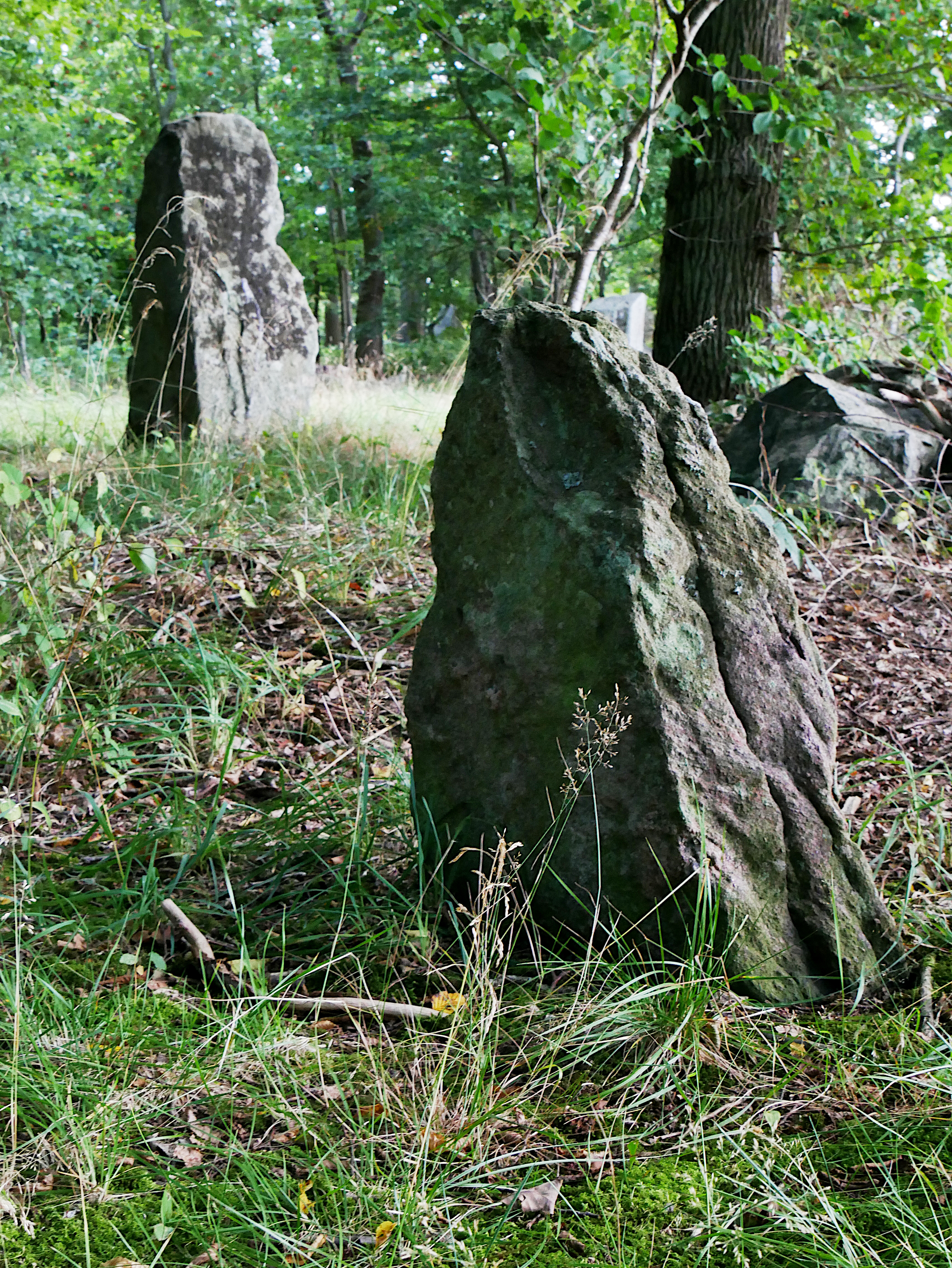
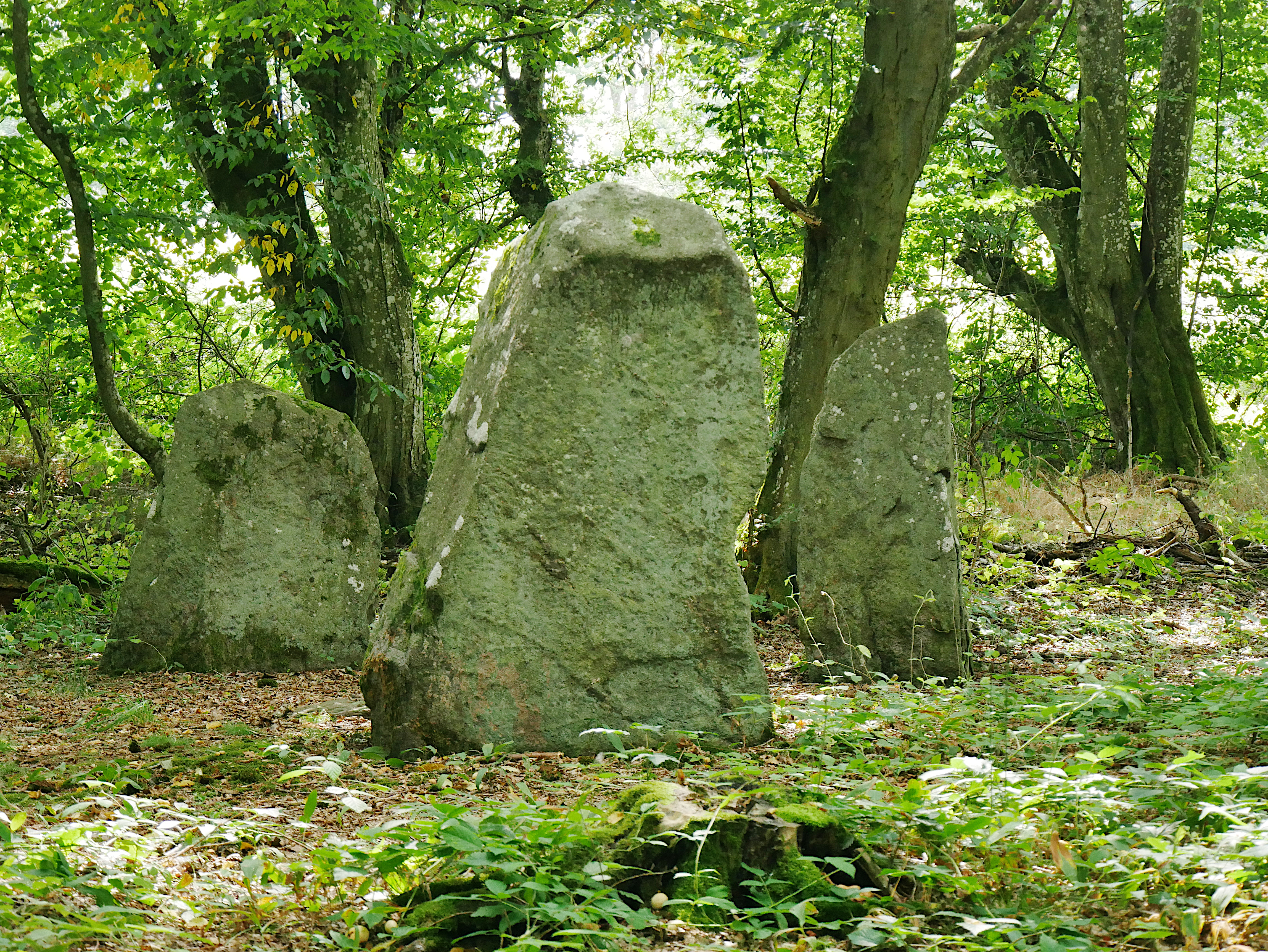
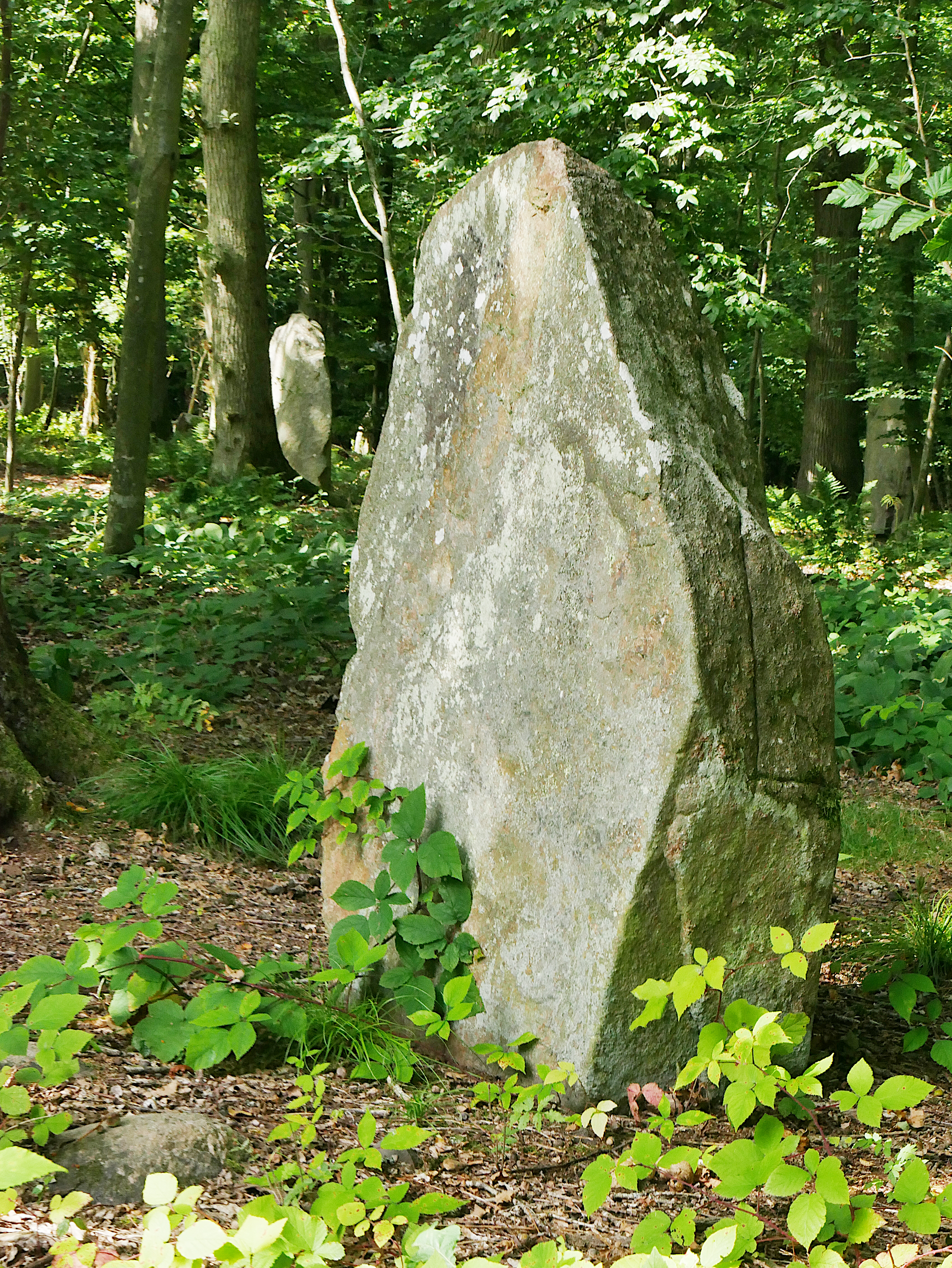
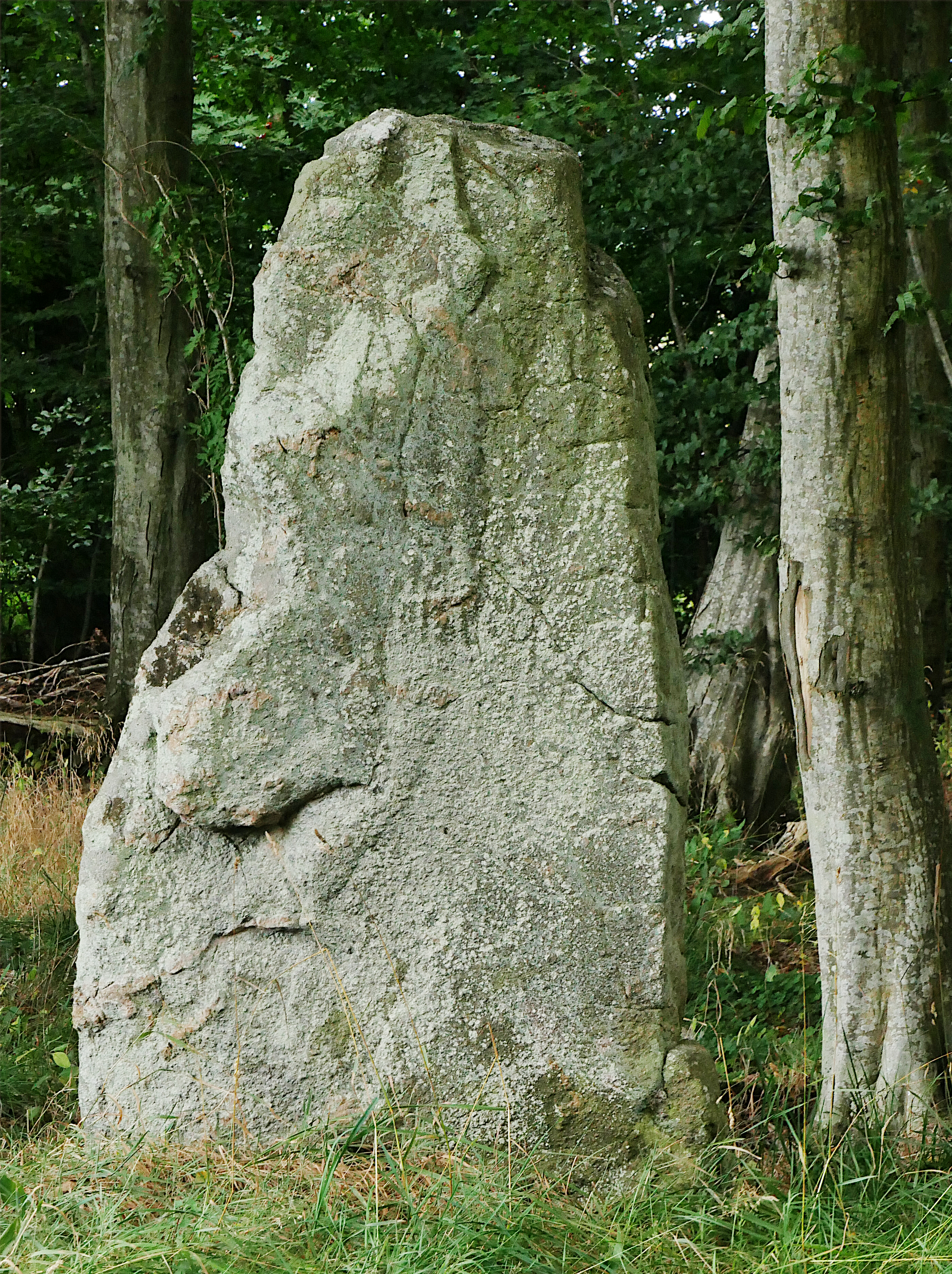
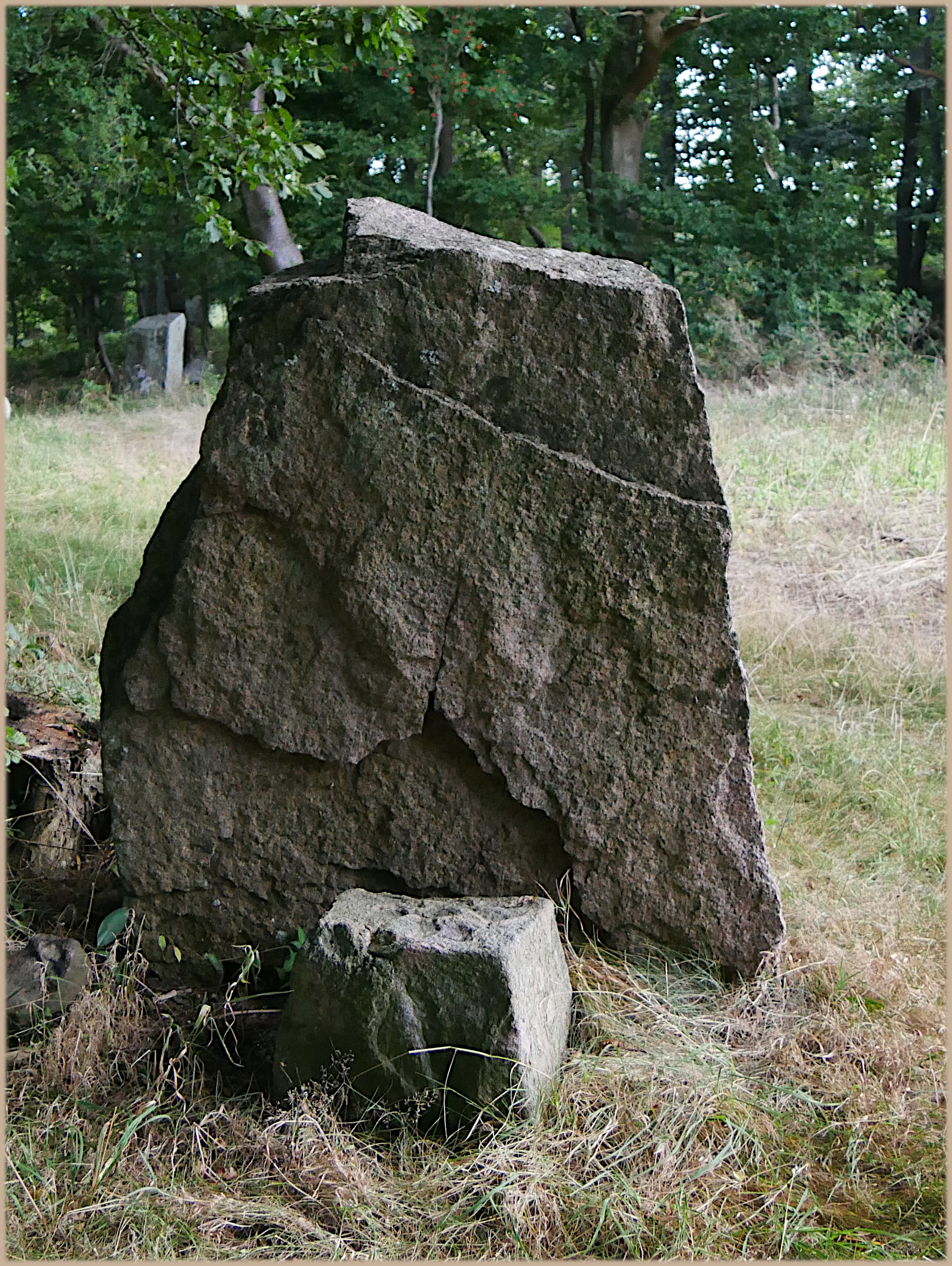
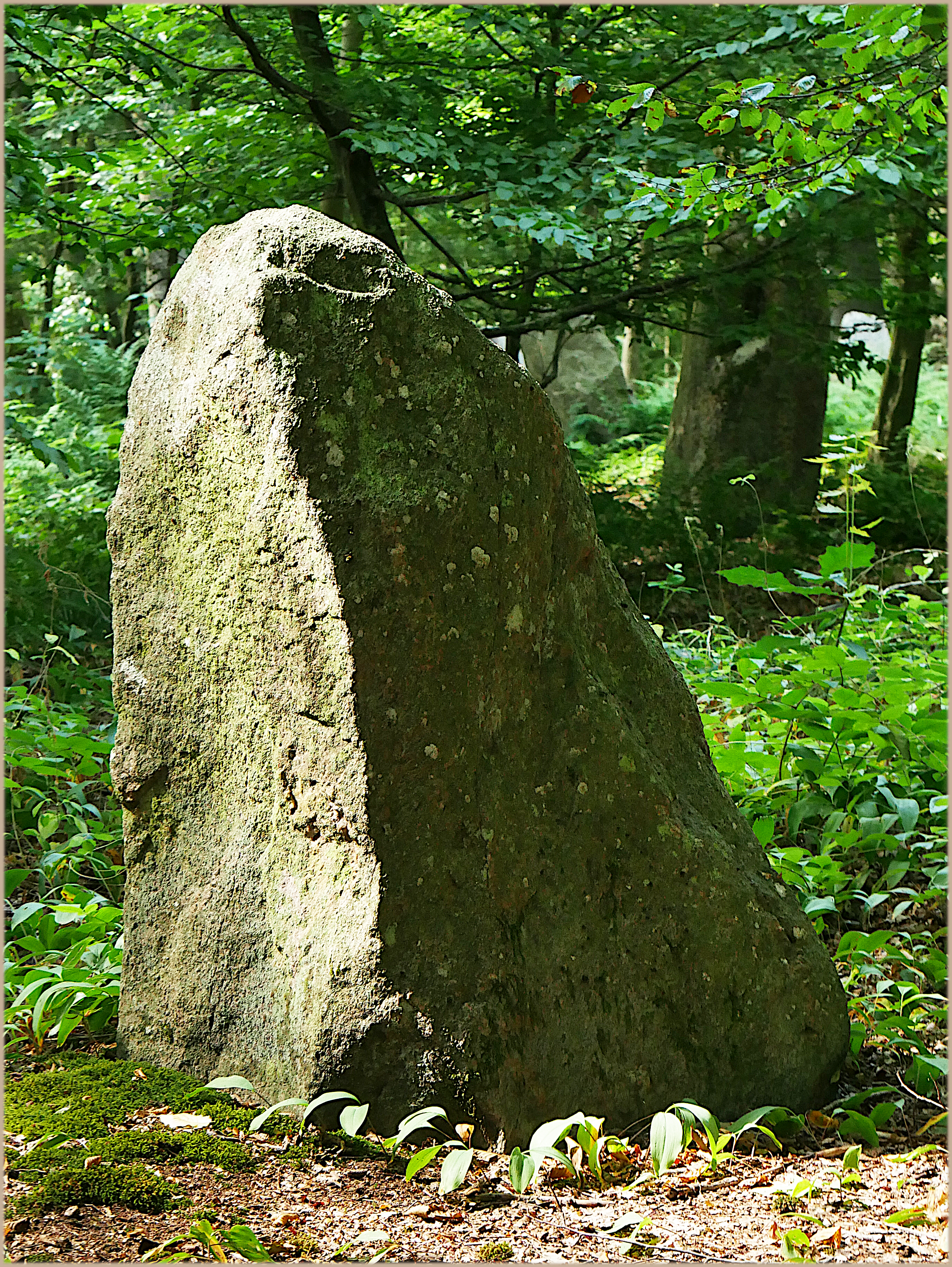
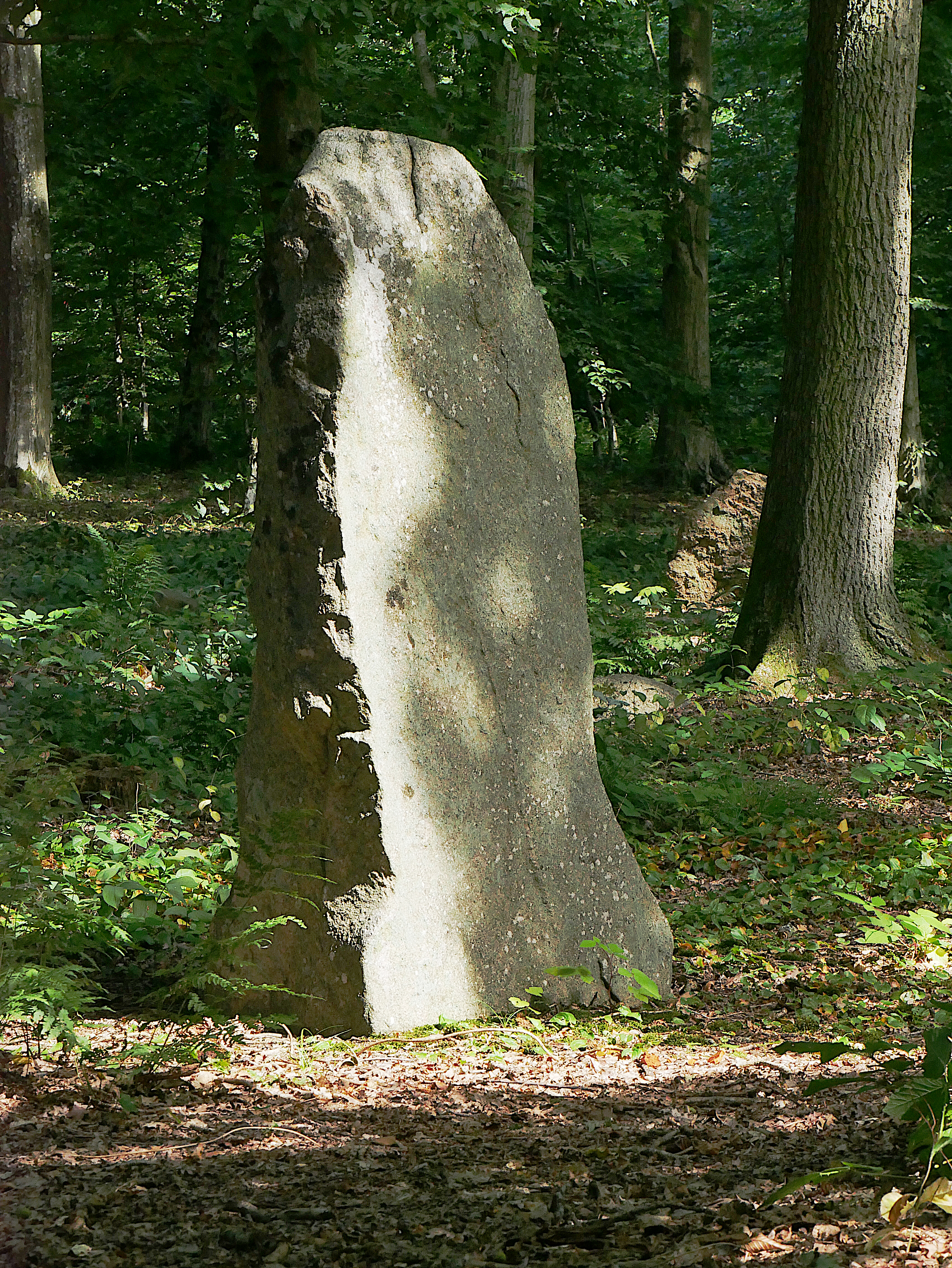